# Цабадов ярок
Цабадов ярок (словац. Cabadov jarok) — річка; права притока Маліни, протікає в окрузі Малацьки.
Довжина приблизно 7,2—8,0 км. Витік знаходиться в масиві Пезінські Карпати — на висоті приблизно 380 метрів.
Протікає територією села Кухиня.. Впадає  в Маліну на висоті приблизно 188 метрів.